# Ömer Bayram
Ömer Bayram (sinh ngày 27 tháng 7 năm 1991) là một cầu thủ bóng đá Thổ Nhĩ Kỳ thi đấu ở vị trí tiền vệ cánh cho Galatasaray.

## Sự nghiệp câu lạc bộ
Anh ra mắt ở Eredivisie mùa giải 2009-10 với NAC Breda bằng trận đấu trên sân nhà trước VVV-Venlo. Trước khi gia nhập NAC, Bayram từng thi đấu ở đội trẻ của PCP và VV Baronie.
Vào tháng 6 năm 2012, Bayram rời NAC Breda và ký với Kayserispor theo dạng chuyển nhượng tự do.